# Veus distants
Veus distants (títol original: Distant Voices, Still Lives) és una pel·lícula britànica estrenada l'any 1988. Ha estat doblada al català.

## Argument
L'acció es desenvolupa a Liverpool al si d'una famila obrera. El pare ha mort i, davant del taüt, la seva esposa i els seus fills comencen a recordar el passat. Reviuen anècdotes insignificants, petites alegries, episodis dolorosos. 

## Repartiment
- Freda Dowie : mare
- Pete Postlethwaite : pare
- Angela Walsh : Eileen
- Dean Williams : Tony
- Lorraine Ashbourne : Maisie
- Sally Davies : Eileen nen
- Nathan Walsh : Tony nen
- Susan Flanagan : Maisie nen

## Premis i nominacions[calcitació]
- Gran Premi de la Unió de la crítica de cinema (UCC)
- Nominada pel César a la millor pel·lícula de la Unió Europea a la 14a cerimònia dels Césars l'any 1989.
- Seminci: Espiga d'Or: Millor pel·lícula
- Festival de Toronto: Premi FIPRESCI
- Festival de Canes: Premi FIPRESCI
- Festival de Locarno: Leopard d'Or (millor pel·lícula)
- Premis del Cinema Europeu: Millor música

## Crítica
- "Una de las pel·lícules capitals dels anys vuitanta."[3]